# Thage G. Peterson
Thage Edvin Gerhard Peterson (ur. 24 września 1933 w Växjö) – szwedzki polityk, działacz Szwedzkiej Socjaldemokratycznej Partii Robotniczej, poseł do Riksdagu i jego przewodniczący w latach 1988–1991, minister w różnych resortach w okresie rządów socjaldemokratów.

## Życiorys
Z wykształcenia pracownik społeczny, studiował w Lund. Pracował w administracji lokalnej, następnie w zrzeszeniu domów ludowych FHR. W latach 1967–1971 był dyrektorem generalnym tej organizacji. Zaangażował się w działalność polityczną w ramach Szwedzkiej Socjaldemokratycznej Partii Robotniczej, od 1964 do 1967 pełnił funkcję sekretarza generalnego jej organizacji młodzieżowej SSU. Działał również w samorządzie gminy Nacka.
Między 1971 a 1998 sprawował mandat posła do Riksdagu. W latach 1988–1991 był przewodniczącym szwedzkiego parlamentu. Wchodził w skład socjaldemokratycznych rządów, którymi kierowali Olof Palme, Ingvar Carlsson i Göran Persson. Pełnił funkcję ministra bez teki w biurze premiera (1975–1976, 1997–1998), ministra przemysłu (1982–1988), ministra sprawiedliwości (1988) oraz ministra obrony (1994–1997). Działalność polityczną zakończył w 1998.